# اريك كرابتري
اريك كرابتري (بالإنجليزية: Eric Crabtree)‏ هو لاعب كرة قدم أمريكية أمريكي، ولد في 3 نوفمبر 1944 في مونيسين في الولايات المتحدة.

## وصلات خارجية
- اريك كرابتري على موقع مرجع كرة القدم المحترفة.كوم (الإنجليزية)